# Василево (Медведевское сельское поселение)
Василево — деревня в Тёмкинском районе Смоленской области России. Входит в состав Медведевского сельского поселения. Население — 10 жителей (2007 год).
Расположена в восточной части области в 1 км к юго-западу от Тёмкина, в 24 км северо-восточнее автодороги Р132 Вязьма — Калуга — Тула — Рязань. В 3 км северо-восточнее деревни расположена железнодорожная станция Тёмкино на линии Вязьма — Калуга.

## История
В годы Великой Отечественной войны деревня была оккупирована гитлеровскими войсками в октябре 1941 года, освобождена в марте 1943 года.